# Cattedrale di Cristo Re (Aba)
La cattedrale di Cristo Re è la cattedrale di Aba, città nigeriana con più di 500.000 abitanti nello stato di Abia.
La chiesa è sede della cattedra vescovile della diocesi di Aba in Nigeria.

## Storia
La prima piccola chiesa di Cristo Re in Aba fu costruita da Eugene Groetz nel 1929. Prima di morire nel 1948, però, Groetz riconobbe la necessità di costruire una chiesa più grande e a questo scopo inviò in Italia Jacob di Akpo per studiare le chiese europee.
Tra il 1952 e il 1954 Dan Carron iniziò la costruzione delle fondamenta dell'attuale cattedrale, i lavori si fermarono per 3 anni fino a che monsignor Nwanegbo, spinto anche dalla crescita vertiginosa della città di Aba, decise di innalzare una grande chiesa affidando l'impresa a Jacob di Akpo. Nel 1963 fu completata la navata centrale in blocchi di mattoni che includeva una cripta non finita. Nel 1975-1976 monsignor Nwafo aggiunse le due navate laterali che diedero la forma di una croce alla chiesa, costruendo i muri e gli accessi della chiesa attuale (1976-1978). All'interno fu edificata anche la cappella di Nostra Signora della Nigeria. Nel 1985 eresse un presbiterio che divenne la residenza del vescovo al momento della creazione della diocesi di Aba nel 1990.
La cattedrale, sotto il vescovo Ezeonyia, fu resa elegante anche attraverso l'innalzamento di un campanile (1993) di 30 metri, visibile in tutta la città. Successivamente si completò la cripta e si rivestì l'interno della chiesa con pannelli lignei, si aggiunse un baldacchino, la Sedelia, sopra l'altare, si ornò la chiesa con candelieri e le stazioni della via Crucis in vetro. Il pulpito e la tavola dell'altare maggiore furono ricoperti di marmo.
Successivamente le cappelle della Madonna e del Santissimo Sacramento furono ridisegnate con un ingresso ad arco, nuovi pavimenti e porte di alluminio.
Sempre nel 1993 Ezeonya aggiunse un battistero esagonale nella navata ad est, ampliò la sacrestia nel 2002, e sistemò gli esterni con giardini, alberi e statue dei Santi Pietro e Paolo ad ovest e Sant'Anna ad est. Nel dicembre del 2004 la cattedrale fu dedicata a Cristo Re.